# Bicycle Race
„Bicycle Race“ je píseň anglické skupiny Queen, jejímž autorem je zpěvák Freddie Mercury. Píseň byla inspirována závodem Tour de France. Vyšla v roce 1978 na albu Jazz a zároveň na singlu (na druhé straně byla píseň „Fat Bottomed Girls“, šlo o dvojitou stranu A). K písni byl rovněž natočen videoklip, v němž 65 nahých žen jede závod na kolech na stadionu Wimbledon Stadium v Londýně. Režisérem klipu byl Denis de Vallance. Na albu Killer Queen: A Tribute to Queen vyšla píseň v podání americké skupiny Be Your Own Pet.